# 루위안구

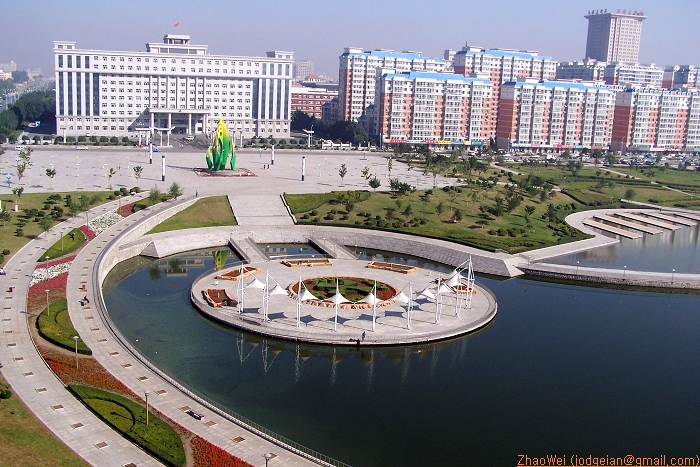

루위안구(한국어: 녹원구, 중국어: 绿园区, 병음: Lǜyuán Qū)는 중화인민공화국 지린성 창춘시의 행정구역이다. 넓이는 301km2이고, 인구는 2007년 기준으로 600,000명이다.

## 행정 구역
7개 가도, 1개 진, 2개 향을 관할한다.
- 가도: 春城街道, 普阳街道, 正阳街道, 东风街道, 锦程街道, 铁西街道, 青年路街道.
- 진: 合心镇.
- 향: 城西乡, 西新乡.